# Ofèlia Carbonell Torrents
Ofèlia Carbonell Torrents   (Premià de Mar, 25 de maig de 1994) és una comunicadora cultural catalana que es desenvolupa com a podcaster, youtuber, columnista i escriptora.

## Carrera

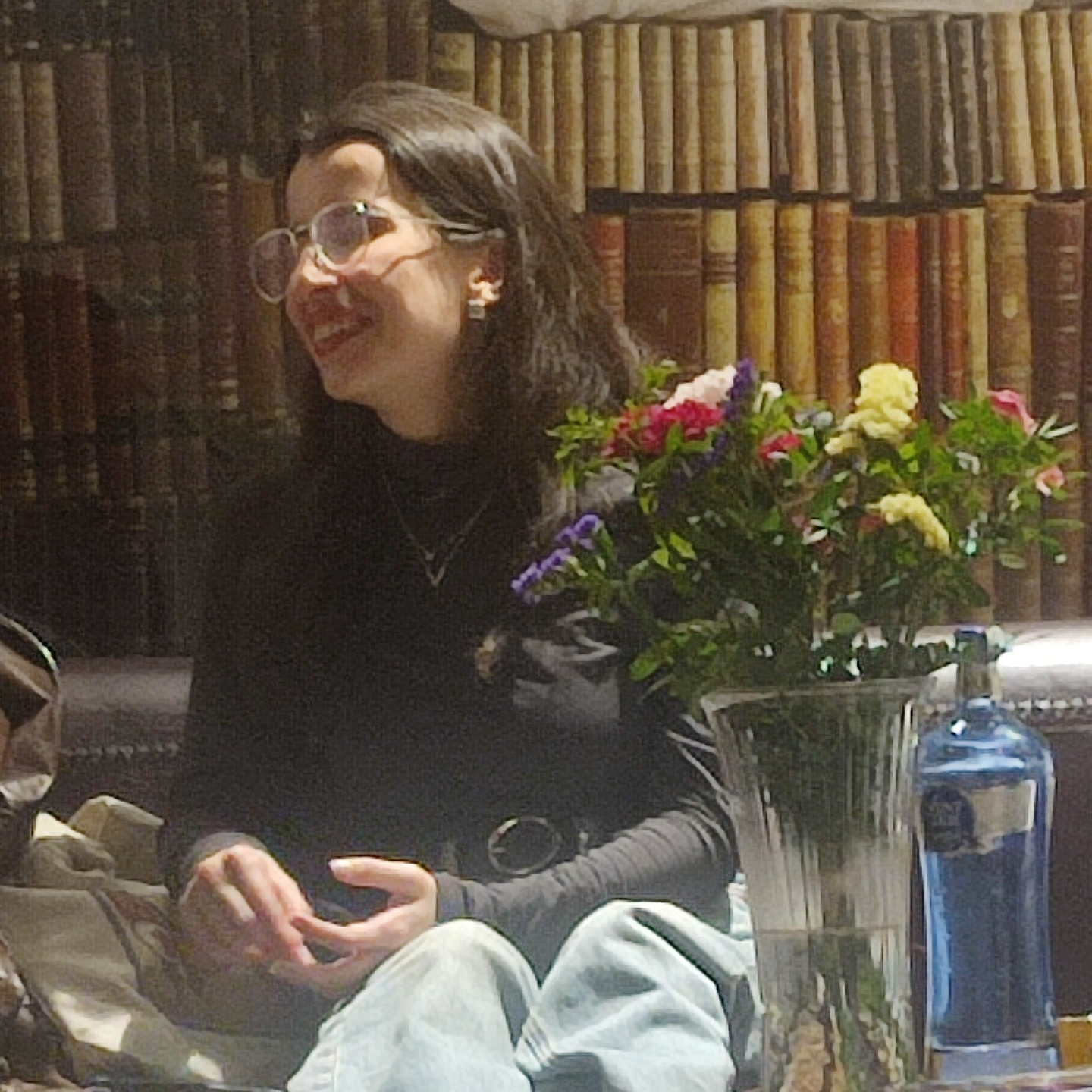
Presentació de Fusta i resina a la Llibreria Ona el gener del 2024.

Graduada pel Conservatori de Badalona i en Interpretació Musical amb l’especialitat de Violoncel pel Conservatori Superior del Liceu, es dedica a la comunicació en l'àmbit musical. En aquest sentit, ha col·laborat amb Catalunya Música i Catalunya Ràdio, com ara en el programa Músiques Empoderades. Així i tot, ha deixat d'identificar-se com a música. També escriu articles de forma autònoma en mitjans de comunicació com ara Núvol, l'Ara, Enderrock o Diacrític. És historiadora de l'art de formació.
Avui, participa en els pòdcasts Gent de Merda i Puja al puto robot!, tots dos de Radio Primavera Sound. Gràcies al primer, va rebre el premi Sonor a millor podcaster del 2023, juntament amb les companyes del format, i gràcies al segon va obtenir amb Oriol Estrada el premi Sonor al millor pòdcast d’entreteniment. També va conduir Les Muses per a Catalunya Ràdio, acompanyada de la locutora Juliana Canet, i és redactora del pòdcast La turra. D'una altra banda, va participar com a ponent en el Memefest del 2023, organitzat pel Centre de Cultura Contemporània de Barcelona.
En la faceta de youtuber, forma part del projecte multimèdia Canal Malaia i crea contingut de maquillatge, un camp en el qual és pionera en llengua catalana. D'altra banda, també és activa a Twitter, on acumula més d'11.000 seguidors.
El 2023, va debutar com a autora literària amb l'obra Fusta i resina a través de Columna Edicions. El llibre tracta sobre la duresa de la condició del músic i, secundàriament, la massificació del turisme a Barcelona. Carbonell va basar-se en la seva experiència per a escriure'l. Va publicar-se dins la recentment estrenada col·lecció Brunzits, dirigida per Juliana Canet. El llançament de la novel·la va resultar controvertit per les increpacions públiques de l'escriptora Juana Dolores, que va acusar Carbonell d'intrusisme laboral per la seva irrupció en el mercat literari. Més endavant, a la tardor del 2024, va publicar per mitjà l'Editorial Pòrtic un assaig sobre la bellesa i la feminitat a la Catalunya contemporània, titulat Les catalanes no es pinten. Va presentar el llibre en la 42a edició de la Setmana del Llibre en Català.

## Vida personal
Viu a Barcelona des de la pandèmia de COVID-19, quan la seva presència a internet es va començar a fer notòria.

## Obra
- Fusta i resina (Columna Edicions, 2023)
- Les catalanes no es pinten (Editorial Pòrtic, 2024)